# Catarhoe yokohamae
Catarhoe yokohamae là một loài bướm đêm trong họ Geometridae.